# Elias Ambühl
Elias Ambühl (ur. 26 marca 1992) – szwajcarski narciarz dowolny, specjalizujący się w konkurencjach slopestyle i big air. W Pucharze Świata zadebiutował 12 stycznia 2013 roku w Copper Mountain, zajmując 46. miejsce w slopestyle'u. Pierwsze pucharowe punkty zdobył 8 lutego 2013 roku w Silvaplanie, gdzie był siódmy w tej samej konkurencji. Na podium zawodów tego cyklu po raz pierwszy stanął 18 listopada 2017 roku w Mediolanie, wygrywając rywalizację w big air. Wyprzedził tam Hugo Burvalla ze Szwecji i swego rodaka, Andriego Ragettliego. W sezonie 2017/2018 zajął drugie miejsce w klasyfikacji końcowej Big Air. W 2011 roku wystartował na mistrzostwach świata w Park City, gdzie zajął 12. miejsce w slopestyle'u. W 2018 roku zajął dziewiąte miejsce na igrzyskach olimpijskich w Pjongczangu.

## Osiągnięcia

### Igrzyska olimpijskie
| Miejsce | Dzień     | Rok  | Miejscowość | Konkurencja | Zwycięzca      |
| ------- | --------- | ---- | ----------- | ----------- | -------------- |
| 9.      | 18 lutego | 2018 | Pjongczang  | Slopestyle  | Øystein Bråten |

### Mistrzostwa świata
| Miejsce | Dzień    | Rok  | Miejscowość   | Konkurencja | Zwycięzca       |
| ------- | -------- | ---- | ------------- | ----------- | --------------- |
| 12.     | 3 lutego | 2011 | Deer Valley   | Slopestyle  | Alex Schlopy    |
| 43.     | 9 marca  | 2013 | Voss          | Slopestyle  | Thomas Wallisch |
| DNS     | 19 marca | 2017 | Sierra Nevada | Slopestyle  | McRae Williams  |

### Puchar Świata

#### Miejsca w klasyfikacji generalnej
- sezon 2012/2013: 137.
- sezon 2013/2014: 92.
- sezon 2015/2016: 106.
- sezon 2017/2018: 19.

#### Miejsca na podium w zawodach
1. Mediolan – 18 listopada 2017 (Big Air) – 1. miejsce